# Blood (album OSI)
Blood – trzeci studyjny album amerykańskiej grupy Office of Strategic Influence wydany 27 kwietnia 2009.

## Lista utworów
1. „The Escape Artist” – 5:53
2. „Terminal” – 6:31
3. „False Start” – 3:06
4. „We Come Undone” – 4:06
5. „Radiologue” – 6:07
6. „Be The Hero” – 5:54
7. „Microburst Alert” (instrumentalny) – 3:51
8. „Stockholm” – 6:44
9. „Blood” – 5:26

Edycja specjalna
10. „No Celebrations” – 6:26
11. „Christian Brothers” (cover Elliott Smith) – 4:34
12. „Terminal [Endless]” – 10:21

## Twórcy
- Jim Matheos – gitara, gitara basowa, instrumenty klawiszowe, programowanie, produkcja muzyczna
- Kevin Moore – śpiew, instrumenty klawiszowe, programowanie, produkcja muzyczna, słowa
- Gavin Harrison – perkusja
- Tim Bowness – śpiew w utworze „No Celebrations”
- Mikael Åkerfeldt – śpiew w utworze „Stockholm”
- OSI, Phil Magnotti – miksowanie
- Peter Van’t Riet, Roger Seibel – mastering